# 钩柄狸尾豆
钩柄狸尾豆（学名：Uraria rufescens）为豆科狸尾豆属下的一个种。

## 扩展阅读
維基物種上的相關：钩柄狸尾豆